# Saison 2 d'Animal Kingdom
Chronologie
Saison 1 Saison 3
Cet article présente le guide des épisodes de la deuxième saison de la série télévisée américaine Animal Kingdom.

## Généralités
- Aux États-Unis, la saison a été diffusée du 30 mai 2017 au 29 août 2017 sur le réseau TNT.
- Au Canada, la saison est diffusée depuis le 20 septembre 2017 sur Bravo!.

## Distribution

### Acteurs principaux
- Ellen Barkin (VF : Blanche Ravalec ; VQ : Claudine Chatel) : Janine « Smurf » Cody
- Scott Speedman (VF : Laurent Maurel ; VQ : Nicolas Charbonneaux-Collombet) : Barry « Baz » Blackwell
- Shawn Hatosy (VF : Olivier Augrond ; VQ : Hugolin Chevrette) : Andrew « Pope » Cody
- Ben Robson (en) (VF : Félicien Juttner ; VQ : Adrien Bletton) : Craig Cody
- Jake Weary (VF : Eilias Changuel ; VQ : Maël Davan-Soulas) : Deran Cody
- Finn Cole (VF : Julien Bouanich ; VQ : Alexandre Bacon) : Joshua « J » Cody
- Molly Gordon (VF : Pauline Belle ; VQ : Ludivine Reding) : Nicky Belmont
- Carolina Guerra (VF : Emmanuelle Rivière) : Lucy

### Acteurs récurrents
- Aamya Deva Keroles (VF : Oriane Solomon) : Lena Blackwell (12 épisodes)
- Jennifer Landon (en) (VF : Marion Valantine) : Amy (10 épisodes)
- Joseph Julian Soria (VF : Benjamin Penamaria) : Marco (5 épisodes)
- Alex Meraz (VF : Julien Meunier) : Javier « Javi » Cano (5 épisodes)
- Jack Conley (VF : Paul Borne) : Jake (3 épisodes)
- Laura San Giacomo (VF : Marie-Armelle Deguy) : Morgan Wilson (3 épisodes)
- Spencer Treat Clark (VF : Benjamin Egner) : Adrian Dolan (3 épisodes)
- Christina Ochoa (VF : Célia Rosich) : Renn Randall (3 épisodes)
- Karina Logue (VF : Martine Fontaine) : Gia (3 épisodes)
- Tembi Locke (VF : Patricia Spehar) : Monica (2 épisodes)
- Dorian Missick (en) (VF : Frédéric Kontogom) : Patrick Fischer (2 épisodes)

### Invités
- Alvaro Martinez : Carlos (épisode 3)
- Karen Malina White : Dina (épisode 10)
- Dennis Cockrum : Ray Blackwell (épisode 11)
- Gil Birmingham (VF : Bruno Abraham-Kremer) : Pearce (épisode 13)
- Carolina Celis (VF : Carole Franck) : Tina Trujillo (épisode 13)

## Épisodes

### Épisode 1:L'Envol
- États-Unis : 30 mai 2017 sur TNT[1]
- Canada : 20 septembre 2017 sur Bravo!
- France : 15 mars 2018 sur Warner TV
- Québec : 19 mars 2018 sur Z

- États-Unis : 1,19 million de téléspectateurs[2] (première diffusion)

- Alex Meraz (Javi Cano)
- Aamya Deva Keroles (Lena Blackwell)

### Épisode 2:Karma
- États-Unis : 6 juin 2017 sur TNT
- Canada : 27 septembre 2017 sur Bravo!
- France : 15 mars 2018 sur Warner TV
- Québec : 26 mars 2018 sur Z

- États-Unis : 1,05 million de téléspectateurs[3] (première diffusion)

- Jennifer Landon (Amy)
- Karina Logue (Gia)
- Tembi Locke (Monica)
- Aamya Deva Keroles (Lena Blackwell)

### Épisode 3:Chantage
- États-Unis : 13 juin 2017 sur TNT
- Canada : 4 octobre 2017 sur Bravo!
- France : 22 mars 2018 sur Warner TV
- Québec : 2 avril 2018 sur Z

- États-Unis : 960 000 téléspectateurs[4] (première diffusion)

- Joseph Julian Soria (Marco)
- Alex Meraz (Javi Cano)
- Jennifer Landon (Amy)
- Jack Conley (Jake)
- Karina Logue (Gia)
- Tembi Locke (Monica)
- Alvaro Martinez (Carlos)
- Aamya Deva Keroles (Lena Blackwell)

### Épisode 4:Nouveaux départs
- États-Unis : 20 juin 2017 sur TNT
- Canada : 11 octobre 2017 sur Bravo!
- France : 22 mars 2018 sur Warner TV
- Québec : 9 avril 2018 sur Z

- États-Unis : 1,13 million de téléspectateurs[5] (première diffusion)

- Jennifer Landon (Amy)
- Spencer Treat Clark (Adrian)
- Aamya Deva Keroles (Lena Blackwell)

### Épisode 5:Pardonnez-nous nos offenses
- États-Unis : 27 juin 2017 sur TNT
- Canada : 18 octobre 2017 sur Bravo!
- France : 29 mars 2018 sur Warner TV
- Québec : 16 avril 2018 sur Z

- États-Unis : 1,17 million de téléspectateurs[6] (première diffusion)

- Alex Meraz (Javi Cano)
- Jennifer Landon (Amy)
- Aamya Deva Keroles (Lena Blackwell)

### Épisode 6:LeBox
- États-Unis : 11 juillet 2016 sur TNT
- Canada : 25 octobre 2017 sur Bravo!
- France : 29 mars 2018 sur Warner TV
- Québec : 23 avril 2018 sur Z

- États-Unis : 1,17 million de téléspectateurs[7] (première diffusion)

- Dorian Missick (Patrick Fischer)
- Alex Meraz (Javi Cano)
- Jennifer Landon (Amy)
- Jack Conley (Jake)

### Épisode 7:Souvenirs enterrés
- États-Unis : 18 juillet 2017 sur TNT
- Canada : 1er novembre 2017 sur Bravo!
- France : 5 avril 2018 sur Warner TV
- Québec : 30 avril 2018 sur Z

- États-Unis : 1,27 million de téléspectateurs[8] (première diffusion)

- Alex Meraz (Javi Cano)
- Aamya Deva Keroles (Lena Blackwell)

### Épisode 8:Grâce
- États-Unis : 25 juillet 2017 sur TNT
- Canada : 8 novembre 2017 sur Bravo!
- France : 5 avril 2018 sur Warner TV
- Québec : 7 mai 2018 sur Z

- États-Unis : 1,10 million de téléspectateurs[9] (première diffusion)

- Jennifer Landon (Amy)
- Spencer Treat Clark (Adrian)
- Aamya Deva Keroles (Lena Blackwell)

### Épisode 9:Vengeance
- États-Unis : 1er août 2017 sur TNT
- Canada : 15 novembre 2017 sur Bravo!
- France : 12 avril 2018 sur Warner TV
- Québec : 14 mai 2018 sur Z

- États-Unis : 1,21 million de téléspectateurs[10] (première diffusion)

- Joseph Julian Soria (Marco)
- Jennifer Landon (Amy)
- Jack Conley (Jake)
- Aamya Deva Keroles (Lena Blackwell)

### Épisode 10:Le Yacht
- États-Unis : 8 août 2017 sur TNT
- Canada : 22 novembre 2017 sur Bravo!
- France : 12 avril 2018 sur Warner TV
- Québec : 21 mai 2018 sur Z

- États-Unis : 1,20 million de téléspectateurs[11] (première diffusion)

- Christina Ochoa (Renn Randall)
- Joseph Julian Soria (Marco)
- Jennifer Landon (Amy)
- Karen Malina White (Dina)
- Aamya Deva Keroles (Lena Blackwell)
- Acteur inconnu (Javi Cano)

### Épisode 11:L'Enlèvement
- États-Unis : 15 août 2017 sur TNT
- Canada : 29 novembre 2017 sur Bravo!
- France : 19 avril 2018 sur Warner TV
- Québec : 28 mai 2018 sur Z

- États-Unis : 1,16 million de téléspectateurs[12] (première diffusion)

- Christina Ochoa (Renn Randall)
- Dorian Missick (Patrick Fischer)
- Joseph Julian Soria (Marco)
- Jennifer Landon (Amy)
- Laura San Giacomo (Morgan Wilson)
- Spencer Treat Clark (Adrian)
- Dennis Cockrum (Ray Blackwell)
- Karina Logue (Gia)
- Aamya Deva Keroles (Lena Blackwell)

### Épisode 12:À l'ombre
- États-Unis : 22 août 2017 sur TNT
- Canada : 6 décembre 2017 sur Bravo!
- France : 19 avril 2018 sur Warner TV
- Québec : 4 juin 2018 sur Z

- États-Unis : 1,22 million de téléspectateurs[13] (première diffusion)

- Jennifer Landon (Amy)
- Laura San Giacomo (Morgan Wilson)
- Aamya Deva Keroles : Lena Blackwell

### Épisode 13:Trahison
- États-Unis : 29 août 2017 sur TNT
- Canada : 13 décembre 2017 sur Bravo!
- France : 19 avril 2018 sur Warner TV
- Québec : 11 juin 2018 sur Z

- États-Unis : 1,405 million de téléspectateurs[14] (première diffusion)

- Christina Ochoa (Renn Randall)
- Gil Birmingham (Pearce)
- Joseph Julian Soria (Marco)
- Laura San Giacomo (Morgan Wilson)
- Aamya Deva Keroles (Lena Blackwell)
- Carolina Celis (Tina Trujillo)
- Acteur inconnu (Mia Benitez)